# Ваљкасти црви
Ваљкасти црви или нематоде (Nematoda) су тип бескичмењака који се одликује облим, издуженим, танким и несегментисаним телом, зашиљеним на оба краја. Обухвата преко 80.000 врста, од којих преко 15.000 води паразитски начин живота. Насељавају сва станишта (чак и антарктичка), а у већини станишта су најбројнија група животиња. Претпоставља се да укупан број врста нематода износи око милион. За разлику од пљоснатих црва, нематоде имају цеваст систем за варење са отворима на оба краја.

## Назив
Први назив овом типу животиња дао је Рудолфи 1808. године — Nematoidea (од грч. νῆμα (nema) = конац + грч. -ώδη (-ode) = „налик на"). Преименовани се у Nematodes (Бурмејстер 1837), па у Nematoda Дисинг 1861), а Нејтан Коб је 1919 препоручио називе Nemata или Nemates. Постојала је једно време и пракса уједињавања ове групе животиња са групом Nematomorpha у тип Aschelminthes. Ланкестер (1877) је први дао статус типа (phylum) нематодама.

## Распрострањеност
Нематоде су се успешно прилагодиле готово сваком екосистему од мора до слатких вода, од поларних подручја до тропских предела, као и од највиших до најнижих надморских висина. Оне су свеприсутне у свежој и морској води као и у копненом окружењу, где њихов број често премашује број других животиња, у погледу броја јединки као и по броју различитих таксономских врста. Нематоде су пронађене на разним местима укључујући високе планине, пустиње и океанске јарке. Пронађене су готово у сваком делу литосфере. Оне, на пример, представљају око 90% свих облика живота на дну океана. Њихова бројчана доминација, која често броји преко милион јединки по квадратном метру и представља око 80% свих животињских јединки на Земљи, њихова шароликост животних циклуса и њихова присутност у различитим климатским подручјима, указује на важну улогу коју имају у многим екосистемима. Многе њихове паразитске форме укључују патогене у многим биљкама и животињама (укључујући и човека). Неке нематоде могу ући у криптобиозу.
Постоји једна група гљива - карнивора, нематофагних гљива, који се хране нематодама у тлу. Оне постављају замке за нематоде у облику лепљивих или ласо структура. Нематоде су недавно откривене и на огромним дубинама (0,9 - 3,6 km испод површине Земље) у рудницима злата у Јужноафричкој Републици.
Нејтан Коб, амерички научник кога у САД сматрају оцем нематологије, овако описује свеприсутност нематода на Земљи:
Укратко, ако би читава материја у свемиру нестала, изузев нематода, наш свет би и даље био слабо препознатљив, а кад бисмо као духови без тела, и тада га могли истражити и проучавати, могли бисмо пронаћи његове планине, брда, долине, реке, језера и океане представљене у филму нематода. Могли би се открити и положаји градова, јер свако масовно постојање и живот људи одговара и масовном постојању и животу нематода. Дрвеће би стајало мирно и сабласним редовима представљајући наше улице и путеве. Положаје разних биљака и животиња би још било могуће одредити, а ако би имали довољно знања, у многим случајевима могла би се и открити њихова врста, пуким проверама паразитских нематода који су на њима живели."

## Таксономија
Групу је првобитно дефинисао Карл Рудолфи 1808. године под именом Nematoidea, изведено из старогрчког νῆμα (nêma, nêmatos, 'низ') и -eiδἠς (-eidēs, 'врста'). Бурмејстер је поновно рекласификовао као породицу Nematodes 1837. године, а К. М. Дисинг као ред Nematoda 1861. године.
У својим почецима, Nematoidea су укључивале и ваљкасте црве и струнаше (Nematomorpha). Заједно са Acanthocephala, Trematoda и Cestoidea чинили су групу entozoa. Прву диференцијацију ваљкастих црва од струнаша, мада погрешну, учинио је фон Сиболд 1843. године са редовима Nematoidea и Gordiacea. Гегенбаур их је класифицирао заједно са Acanthocephala у ново колено Nemathelminthes 1859. године (данас застарјело). Таксон Nematoidea, укључујући и породицу коњских струнаша (Gordiidae) је подигнута на ниво кољена, што је учинио Рај Ланкестер 1877. године. Нејтан Коб је затим 1919. године предложио да се ваљкасти црви издвоје у посебно у властито таксономско колено за које је предлагао енглески назив neme и дефинисао је таксон Nemates (лат. множ од nema). Пошто је Коб био први који је искључио из ове групе све осим нематода, неки извори сматрају да правилно име таксона треба да буде Nemates или Nemata, а не Nematoda.

### Филогенија
Веза nematoda и metazoa, њихових блиских сродника међу протостомијама, није разјашњена. Донедавно се сматрало да су оне посебна линија, али је 1990-их година предложено да се формира натколено Ecdysozoa заједно са животињама, као што су зглавкари. Идентитет најближих живих сродника нематода се увек сматрао познат и истражен. Морфолошке особине и молекуларне филогеније се слажу о стављању нематода као сестрински таксон паразитским струнашима (коњским црвима, Nematomorpha); заједно они чине нематоиде. Заједно са Scalidophora (раније Cephalorhyncha), нематоиде чине колено Introverta. Потпуно је нејасно да ли је Introverta најближи живи сродник тајанственим Gastrotricha; ако је тачно, онда се оне сматрају делом таксона Cycloneuralia, међутим доста тога је дискутабилно и није у складу са доступним морфолошким и молекуларним подацима. Cycloneuralia или Introverta, у зависности од тачности првог, се често рангирају у нивоу натколена.

## Систематика
Због недостатка знања о многим нематодама, њихова систематика је тема бројих дискусија. Најранију врло утицајну класификацију предложили су Бенџамин Г. и Меј Бел Читвуд 1933. године., што је касније Бенџамин Г. Читвуд ревидирао, поделивши колено на два, Aphasmidia и Phasmidia. Оне су касније преименоване у Adenophorea (оне које имају жлезде) и Secernentea (оне које излучују). Secernentea се деле у неколико особина, укључујући присуство фазмида, пара чулних органа на бочним стражњим подручјима, а то се користило као основа за ову поделу. Ова шема је била кључна за многе касније класификације, мада Adenophorea није једнолика група.
Првобитне студије ДНК секвенце су дале основа за постојање пет клада:
Као што се може видети, Secernentea су заиста природна група најближих сродника. Међутим, изгледа да су Adenophorea парафилетски скуп ваљкасних црва који једноставно задржавају добар број особина предака. Ни стара група Enoplia се не сматра да је монофилетска, али садржи две одвојене гране. Стара група Chromadoria је такође једна од парафилетских скупова, са Monhysterida које представљају врло стару и мање значајну групу нематода. Међу Secernentea, Diplogasteria би се можда требало да споји са Rhabditia, док Tylenchia би могла бити парафилетска са Rhabditia.
Разумевање систематике и филогеније ваљкастих црва, стање из 2002. године је сумирано овако:
Колено 
- Базални ред
- Класа
- Класа
- Класа 
  - Поткласа  (дискутабилна)
  - Поткласа Rhabditia (парафилетска?)
  - Поткласа 
  - Поткласа  (дискутабилна)
- Скуп

Каснији радови су предложили постојање 12 клада. Група Secernentea, која је практично укључивала све главне животињске и биљне нематодне паразите, заправо је садржана унутар Adenophorea. Учињени су напори да се унаприједи систематика овог кољена, а истраживања се врше континуирано. Ова истраживања су обједињена путем виртуалне базе података 959 Nematode Genomes. Потпуни списак свих познатих врста нематода на Земљи се може наћи у Светском индексу врста.
Анализа митохондријалне ДНК упућује на закључак да је тачно следеће груписање:
- поткласа
- редови ,  и
- подред
- инфраредови  и

Редови Ascaridomorpha, Rhabditomorpha и Diplogasteromorpha се сматрају сродним. Подредови SpirurinaQ Tylenchina као и подредови Rhabditomorpha, Panagrolaimomorpha и Tylenchomorpha су парафитски. Монофилија реда Ascaridomorph није потпуно сигурна.

## Анатомија нематода
Нематоде у витки, дугуљасти црви, обично 5-100 µm дебели и најмање 0,1 mm дуги, али не више од 2,5 mm. Најмање нематоде су микроскопских величина, док врсте које слободно живе могу достићи и до 5 cm. Неке паразитске врсте могу бити чак и веће, забележени су примерци и преко једног метра. Тело им је често красе гребени, прстенови, чекиње и друге карактеристичне структуре.
Глава нематода се знатно разлике од остатка тела. Док је остали део тела билатерално симетричан, глава је радијално симетрична, са осетилним чекињама и, у многим случајевима, чврстим оклопом на глави, док су чулни органи кружно поређана око уста. Уста имају три или шест усана, које често садржавају серију зуба на унутрашњим странама. Лепљиве репне жлезде се могу наћи на врховима репа. Епидерма је било у облику синцицијума или у виду једног слоја ћелија, а покривена је дебелом колагеном кутикулом. Кутикуле су често сложене структуре и могу имати два или три одвојена слоја. Испод епидерме налази се слој уздужних мишићних ћелија. Релативно крута кутикула заједно са мишићима даје хидроскелет јер нематоде немају ободне мишиће. Пројекције се пружају из унутрашње површине мишићних ћелија према леђном живчаном стубу. Ово је јединствена структура у животињском свету у којој живчане ћелије нормално пружају своја влакна у мишиће уместо обрнуто.
Телесни зид ваљкастих црва састоји се од:
- кутикуле,
- епидермиса и
- мишића.

Улоге кутикуле су да штити тело, даје телу чврстину и служи као потпора мишићима. Епидермис је синцицијелан и образује четири уздужна задебљања: леђно, трбушно и два бочна. Слој мишића, који се налази испод епидермиса, је овим задебљањима подељен на уздужне траке. Између телесног зида и црева налази се псеудоцелом.
Црево је права цев, која почиње усним, а завршава се аналним отвором. Предње и задње црево су обложени кутикулом што указује на њихово ектодермално порекло.
Нервни систем је врпчаст, али сложенији од оног код пљоснатих црва. Састоји се од нервног прстена, који окружује ждрело, и трака које са њега полазе. Осим тога у телу се налазе и ганглијска задебљања.
Екскреторни систем је у облику цевчица које су жлезданог порекла. Крвни и респираторни систем код ових животиња не постоје.
Полни органи су цевасти, полови су одвојени и јавља се полни диморфизам : мужјаци су мањи од женки и имају повијен задњи део тела и копулаторни орган. У развићу немају ларве, већ се из јаја излегу млади који потпуно личе на одрасле.

### Систем за варење
Усна шупљина нематода је обложена кутикулом, која је често ојачана гребенима и другим структурама, а код месождерних врста, може садржавати и већи број зуба. Уста често садрже и оштре мале сонде (пипке), које животиња може зарити у своје жртве. Код неких врста, те сонде су шупље и користе се за усисавање течности из биљака и животиња.
Усна шупљина прелази у мишићаво усисно грло, које је такође обложено кутикулом. У овом ткиву се налазе и жлезде, које производе ензиме за варење за почетак разградње хране. Код врста које су опремљене сондама, они чак могу бити убризгани у плен.
Нематоде немају класични стомак, већ је ждрело непосредно повезано са безмишићним цревом, које чини основни део система за варење. Оно производи остале ензиме а такође и апсорбује храњиве материје кроз своју мембрану од једног слоја ћелија. Задњи део система за варење је такође обложен кутикулом, формирајући ректум, из кога се отпадне материје избацују кроз анус, непосредно испод или испред врха репа. Кретање хране кроз систем за варење је резултат кретања тела црва. Црева имају вентиле или сфинктере на оба краја да би помогли контролу кретања хране кроз тело.

### Нервни систем
Четири периферна живца се пружају дужином тела, на дорзалним, вентралним и латералним површинама. Сваки живац се налази унутар стуба везивног ткива, које се налази испод кутикуле а између мишићних ћелија. Вентрални живац је највећи и има двоструку структуру почев од екскрецијске поре. Дорзални живац је одговоран за моторичку контролу, док су латерални живци у улози чула, а вентрални живци комбинују обе функције. На предњој страни животиња, живци се гранају из густог, кружног живчаног прстена које окружује грло, а служи и као мозак. Мањи живци се пружају почев од овог прстена, опслужујући чулне органе главе.
Тела нематода су покривена бројним чулним четкицама и квржицама, које заједно дају осећај за додир. Иза чулних четкица за глави налазе се две мале рупице или амфиде. Оне су знатно опремљене нервним ћелијама, а можда и хеморецепторским органима. Неке нематоде које живе у води имају нешто што подсећа на пигментирану тачку у облику ока, али није познато да ли су то оптички сензори или не.

## Размножавање
Већина врста нематода је двополне, са одвојеним мушким и женским јединкама. Оба пола имају једну или две цевасте гонаде. Код мужјака, сперма се производи на крају гонаде те се постепено премешта по њеној дужини док сазрева. Тестиси се отварају у релативно широк семеновод, затим у мишићав и жлездаст ејакулатни вод повезан са клоаком. Код женки, оба јајника су спојена са јајоводом, а преко њега на матерницу. Обе матернице су повезане са заједничком вагином, обично смештеном у средину вентралне површине.
Размножавање је обично сексуалним путем. Мужјаци су најчешће мањи од женки (неретко и знатно мањи), а многе врсте имају карактеристични закривљени реп којим придржавају женку. Током парења, једна или више хитинских спикула се извлачи из клоаке и ставља у гениталну пору женке. Амебоидна сперма се преко спикуле убризгава у женку црва. Сматра се да су ћелије сперме нематода једине еукариотске ћелије без глобуларне беланчевине г-актина.
Јаја могу бити ембрионирана или неембрионирана, када их женка положи, што значи да се њихова оплођена јаја не морају још развијати. За мањи број врста познато је да су ововипарне. Јаја су заштићена спољашњом љуском коју лучи матерница. Код ваљкастих црва који слободно живе, јаја се излежу у ларве, које изгледају готово исто као и одрасле јединке, осим што им органи за парење нису у потпуности развијени. Насупрот њих, паразитски ваљкасти црви имају много замршенији животни циклус.
Нематоде уопште имају врло широк спектар начина размножавања. Неке од њих, као што су Heterorhabditis spp. пролазе кроз процес назван endotokia matricida: унутарматерични пород који узрокује смрт мајке. Неке нематоде су хермафродити и држе своја оплођена јаја унутар матернице док се она не излегу. Младе нематоде понекад поједу своје родитеље. Овај процес је доста израженији у окружењима у којима нема довољно хране.

## Значај нематода
Услед велике бројности у свим стаништима, значај нематода за структуру животних заједница је велики и немерљив. У последње време, нематода Caenorhabditis elegans се користи као модел организам у биологији.
Паразитске врсте нематода су :
- Човечија глиста (Ascaris lumbricoides), који је чест цревни паразит човека, врло непријатан и много опаснији од дечје глисте јер може доспети до душника и изазвати гушење.
- Дечја глиста (Enterobius vermicularis), која паразитира код деце и није тако опасна;
- Трихина (Trichinella spiralis) која изазива болест трихинозу; трихина има два домаћина свињу (може и пацов) и човека; када човек поједе недовољно кувано/печено свињско месо у коме се налазе инцистиране (учаурене) младе трихине, оне доспевају у црево; у цреву младе трихине постају полно зреле и паре се; после парења мужјаци угину, а женке дају велики број потомака који крвљу доспевају у различите делове тела где образују цисту (чауру)
- Филарија (Filaria bancrofti), која паразитира у лимфним жлездама и изазива озбиљно обољење елефантијазис (слоновска болест)

Пантљичара нема органе за варење. Она упија процесом осмозе преко читаве површине тела хранљиве састојке каше делимично сварене хране свог домаћина.

### Чланци
- Borgonie, G.; García-Moyano, A.; Litthauer, D.; Bert, W.; Bester, A.; van Heerden, E.; Möller, C.; Erasmus, M.; Onstott, T.C. (јун 2011). „Nematoda from the terrestrial deep subsurface of South Africa”. Nature. 474 (7349): 79—82. Bibcode:2011Natur.474...79B. PMID 21637257. S2CID 4399763. doi:10.1038/nature09974. hdl:1854/LU-1269676.
- Gubanov, N.M. (1951). „Giant nematoda from the placenta of Cetacea; Placentonema gigantissima nov. gen., nov. sp.".”. Proceedings of the USSR Academy of Sciences. 77 (6): 1123—1125. [in Russian].
- Pramer, C. (1964). „Nematode-trapping fungi”. Science. 144 (3617): 382—388. Bibcode:1964Sci...144..382P. PMID 14169325. doi:10.1126/science.144.3617.382.
- White JG, Southgate E, Thomson JN, Brenner S (1976). „The structure of the ventral nerve cord of Caenorhabditis elegans”. Philos. Trans. R. Soc. Lond., B, Biol. Sci. 275 (938): 327—48. Bibcode:1976RSPTB.275..327W. PMID 8806. doi:10.1098/rstb.1976.0086.
- Ahrén, D.; Ursing, B. M.; Tunlid, A. (1998). „Phylogeny of nematode-trapping fungi based on 18S rDNA sequences”. FEMS Microbiology Letters. 158 (2): 179—184. PMID 9465391. doi:10.1016/s0378-1097(97)00519-3.